# Stekene
Stekene (franceză Stekene) este o comună neerlandofonă situată în provincia Flandra de Est, regiunea Flandra din Belgia. La 1 ianuarie 2008 avea o populație totală de 17.096 locuitori. 

## Geografie
Comuna actuală Stekene a fost formată în urma unei reorganizări teritoriale în anul 1977, prin înglobarea într-o singură entitate a 2 comune învecinate. Suprafața totală a comunei este de 44,80 km². Comuna este subdivizată în secțiuni, ce corespund aproximativ cu fostele comune de dinainte de 1977. Acestea sunt:
| - I. Stekene - III. Klein-Sinaai - IV. Preekeke - V. Koewacht - II. Kemzeke |

Localitățile limitrofe sunt:
| În Belgia: | În Olanda:                        |
| - Comuna Sint-Gillis-Waas: - a. Sint-Gillis-Waas - b. Sint-Pauwels - Comuna Sint-Niklaas: - c. Sinaai - Comuna Moerbeke: - d. Moerbeke | - Comuna Hulst - Comuna Terneuzen |